# Urumita
Urumita là một khu tự quản thuộc tỉnh La Guajira, Colombia. Thủ phủ của khu tự quản Urumita đóng tại Urumita Khu tự quản Urumita có diện tích 432 ki lô mét vuông. Đến thời điểm ngày 28 tháng 5 năm 2005, khu tự quản Urumita có dân số 9964 người.